# Torrent del Vilar (Calders)
El torrent del Vilar és un torrent del terme municipal de Calders, de la comarca del Moianès.
Es forma al costat de llevant de la masia de Sant Amanç, a la Quintana de Sant Amanç, des d'on davalla cap al sud-oest, passa pel nord-oest dels Cingles del Vilar, i s'aboca en el Calders a ponent de la Colònia i al nord-est dels Pinsos Ponsa.